# G4 (groupe)
G4 est un groupe de musique anglais issu de la première saison du télé-crochet britannique The X Factor, où il finit deuxième. 
Il est composé de Jonathan Ansell, Mike Christie, Lewis Raines et Ben Thapa.

## X Factor
- Last 9: "Everybody Hurts"
- Last 8: "Don't Look Back in Anger"
- Last 7: "...Baby One More Time"
- Last 6: "Circle of Life"
- Last 5: "My Way"
- Last 4: "You'll Never Walk Alone" and "Somebody to Love"
- Semi-final: "O Holy Night" and "Bohemian Rhapsody"
- Final: "Nessun Dorma", "Bohemian Rhapsody" and "Creep"

## Discographie

### Albums
| Année | Album                                                                                                   | Chart peak positions | Chart peak positions | Certifications        |
| Année | Album                                                                                                   | UK                   | IRE                  | Certifications        |
| ----- | --- | -------------------- | -------------------- | --------------------- |
| 2005  | G4 - Released: 28 février 2005 - Genre: Popera - Label: Sony BMG - Format: CD, digital download         | 1                    | 4                    | - UK: Double Platinum |
| 2005  | G4 & Friends - Format: CD, digital download                                                             | 6                    | -                    | - UK: Platinum        |
| 2006  | Act Three - Released: 27 novembre 2006 - Genre: Popera - Label: Sony BMG - Format: CD, digital download | 21                   | 50                   | - UK: Platinum        |

### Singles
| Année | Single                                | Chart positions | Chart positions | Album        |
| Année | Single                                | UK              | IE              | Album        |
| ----- | ------------------------------------- | --------------- | --------------- | ------------ |
| 2005  | "Bohemian Rhapsody"                   | 9               | 11              | G4           |
| 2005  | "Life on Mars?"                       | N/A             | N/A             | G4           |
| 2005  | "First of May"/"When a Child Is Born" | N/A             | N/A             | G4 & Friends |
| 2005  | "Happy Mother's Day"                  | N/A             | N/A             | G4 & Friends |

### DVDs
- Live at the Royal Albert Hall, released 28 November 2005